# سیارک ۲۶۳۹۰
سیارک ۲۶۳۹۰ (به انگلیسی: 26390 Rusin، نامگذاری:1999UX2) بیست و شش هزار و سیصد و نودمین سیارک کشف شده‌است که در ۱۹ اکتبر ۱۹۹۹ کشف شد.
قدر مطلق سیارک برابر ۱۵.۵ است.